# 이스크라

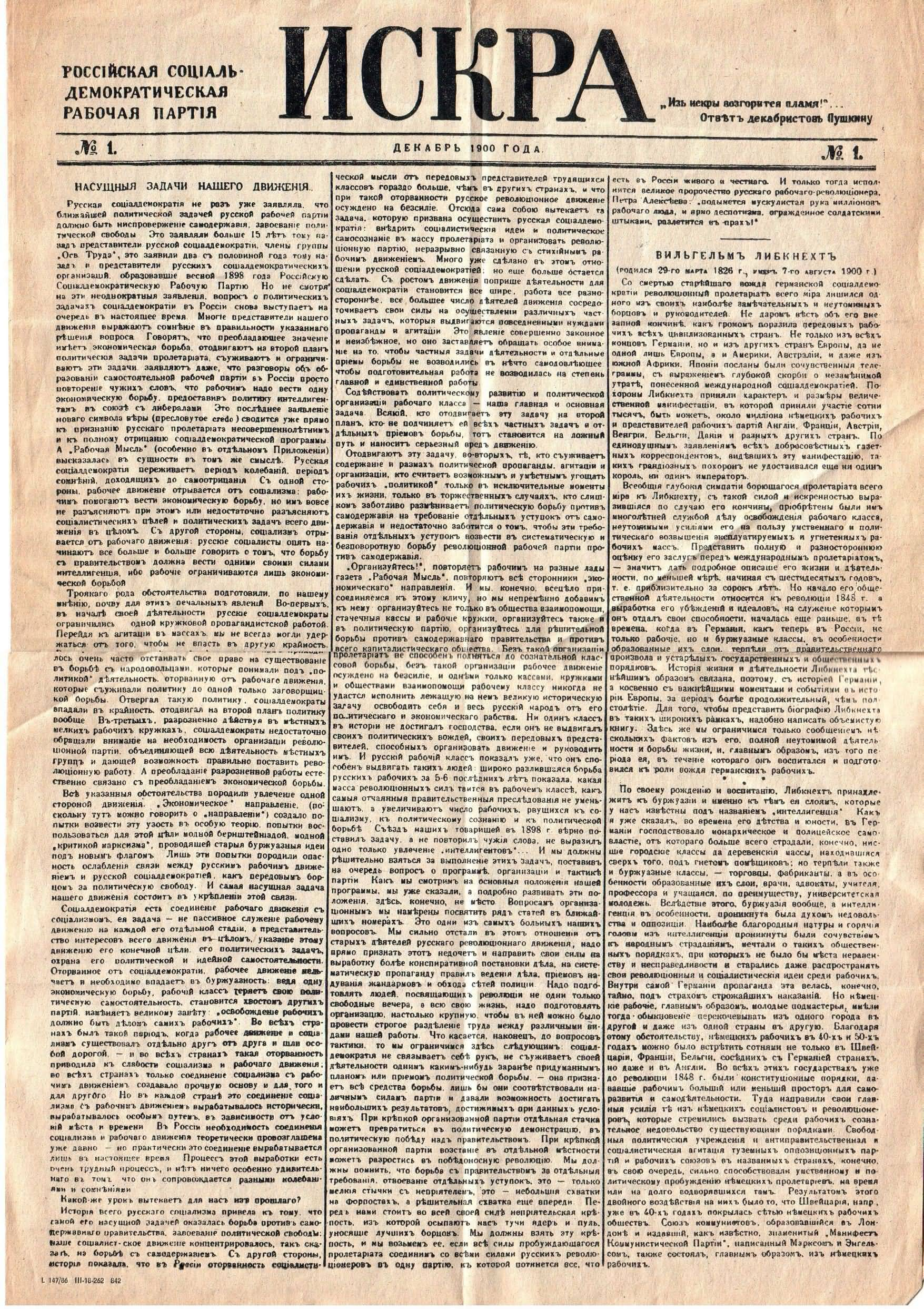
이스크라 첫 발행부

이스크라(러시아어: Искра, IPA: [ˈiskrə])는 러시아 사회민주노동당(RSDLP)의 공식 기관으로 설립된 러시아 사회주의 이민자들을 대상으로 격주로 발행되는 정치 신문이었다.

## 역사
이스크라는 망명 중에 출판된 후 러시아로 밀수입되었다. 처음에는 블라디미르 레닌이 관리하면서 그가 움직이는 대로 움직였다. 초판은 1900년 12월 1일 독일 라이프치히에서 출판되었다(다른 출처에서는 12월 11일이라고 함). 다른 판들은 뮌헨(1900-1902)과 제네바에서 1903년부터 출판되었다. 레닌이 런던에 있었을 때(1902-1903) 신문은 37a 클러큰웰 그린(Clerkenwell Green), EC1에 있는 작은 사무실에서 헨리 퀠치(Henry Quelch)가 필요한 인쇄 작업을 준비하면서 편찬되었다.
이스크라는 50년 만에 가장 성공적인 러시아 지하 신문이 되었다. 이 책은 루마니아를 거쳐 러시아로 밀수입되었으며 키시네프와 코카서스 지역의 비밀 인쇄소에서 재인쇄되었다. 논문을 작성하고 배포하기 위해 만들어진 네트워크를 사용하여 레닌과 마르토프는 RSDLP 제2차 대회를 조직적으로 준비했다.
1903년 RSDLP가 분열된 후 게오르기 플레하노프 의장은 편집위원회 의석 수를 6석에서 3석으로 줄이기 위해 투표에 나간 반체제 당원들과의 화해를 모색하기로 결정했다. 그는 모두 멘셰비키인 세 명의 구성원을 지명하기로 결정했다. 레닌은 후보 지명이 확정되기 직전에 사임했고, 이스크라는 확고히 멘셰비키의 손에 맡겨졌다.

## 같이 보기
- 프라우다